# Rambo (film)
Rambo (First Blood) è un film del 1982 diretto da Ted Kotcheff.
La pellicola, con protagonista Sylvester Stallone, è l'adattamento cinematografico del romanzo del 1972 Primo sangue (First Blood) scritto da David Morrell.

## Trama
John Rambo è un veterano della Guerra del Vietnam, ex membro di un'unità d'élite dei cosiddetti berretti verdi ed ha ricevuto la medaglia d'onore. Tornato negli Stati Uniti, si reca nei pressi di Hope, nello Stato di Washington, per andare a trovare uno dei suoi amici d'unità, Delmar Berry, ma la madre di questi gli riferirà che Delmar è morto sei mesi prima di cancro a causa dell'esposizione all'Agente Arancio in Vietnam; Rambo si rende conto d'esser ormai l'ultimo membro vivente del gruppo. Poco dopo cerca di entrare nella stessa cittadina di Hope per mangiare qualcosa prima di ripartire, ma l'arrogante sceriffo Will Teasle interpreta i lunghi capelli spettinati e la giacca dell'esercito di Rambo (l'iconica M65, con una toppa della bandiera Usa) come prova che egli è un vagabondo e gli proibisce l'accesso alla cittadina, portandolo alla sua periferia. Rambo però, consapevole dell'ingiustizia che sta subendo, ritorna provocatoriamente verso Hope e quindi Teasle lo arresta per vagabondaggio.
Alla stazione di polizia, Rambo tace e si rifiuta di collaborare con gli agenti. Gli agenti, guidati dal vice di Teasle, Arthur Galt, compiono varie azioni di brutalità poliziesca, causando in Rambo terribili ricordi di torture subite in Vietnam e del conseguente DSPT. Così il reduce si ribella e, dopo aver percosso Teasle, Galt e gli altri poliziotti, evade dalla centrale rubando una moto ad un passante, con la quale fugge sulle montagne vicine, dando così il via ad una caccia all'uomo da parte della polizia locale. Vedendo Rambo da un elicottero, Galt ignora l'ordine dello sceriffo di riportarlo vivo e tenta di sparargli. Rambo, ferito, nascosto dietro un albero e sotto il fuoco, tira un sasso sull'elicottero per contrattaccare, facendolo inclinare, e provoca la caduta di Galt, che si sfracella sulle rocce sottostanti.
Rambo esce allo scoperto e cerca di negoziare coi poliziotti in quanto la morte di Galt non è colpa sua, ma loro gli sparano, facendolo nuovamente fuggire nel bosco. Teasle, rabbioso per la morte dell'amico ed in cerca di vendetta, tenta di catturare Rambo insieme agli agenti, ma da raffinato esperto militare, John li neutralizza rapidamente con tecniche di guerriglia e trappole. Nel caos, Rambo isola Teasle, puntandogli un coltello alla gola, avvertendolo che avrebbe potuto ucciderli tutti e gli concede un'ultima occasione di lasciarlo stare.
Tornato in città, Teasle chiama la Polizia di Stato e la Guardia Nazionale, facendo montare un campo-base appena fuori dai boschi. Mentre si discute su come procedere, arriva al campo l'ex comandante di Rambo, il colonnello Samuel Trautman, che spiega come Rambo non sia un civile qualunque, bensì un militare di altissimo livello: Trautman è stato inviato ad Hope dall'esercito proprio per "salvare" la polizia e la Guardia Nazionale dall'ex berretto verde, consigliando loro di lasciarlo andare e di tornare a cercarlo una volta che la situazione si sarà calmata, dato che confidare sulla superiorità numerica causerà solo altre vittime. Teasle, tuttavia, è determinato a procedere, anche se concede al colonnello di aiutarli facendogli chiamare Rambo via radio. Sentendo la voce di Trautman, Rambo risponde, lasciandosi così individuare.
La mattina successiva, gli uomini della Guardia Nazionale entrano nel bosco e mettono alle strette Rambo all'entrata d'una miniera abbandonata. Contro gli ordini di Teasle nell'aspettare rinforzi senza far fuoco, sparano un razzo M72 LAW, facendo crollare l'ingresso ed intrappolando Rambo all'interno della miniera. Con il fuggiasco dato per morto, lo sceriffo rimprovera gli uomini per avergli disobbedito ed ordina loro di affrettarsi a liberare la miniera per recuperare il corpo.
In realtà, Rambo è sopravvissuto e si sposta più in profondità nella miniera, fino ad uscire attraverso un camino d'uscita dell'aria; una volta fuori, dirotta un camion della Guardia Nazionale che stava passando ed attraversa, sfondandolo, un posto di blocco stradale, per poi tornare ad Hope con l'intento di dar la caccia a Teasle. Tornato ad Hope, durante la notte, Rambo, dopo aver distrutto una pompa di benzina con il camion, la incendia causando una devastante esplosione a catena. Con il dipartimento di polizia ed i pompieri occupati a spegnere l'incendio, Rambo si muove attraverso Hope inosservato e, usando una mitragliatrice M60 prelevata dal camion, spara alle linee elettriche per interrompere l'illuminazione.
Dopo aver distrutto un'armeria per attirare l'attenzione, Rambo vede Teasle, che si è rifiutato nuovamente di dare ascolto a Trautman, sul tetto della stazione di polizia della cittadina. Rambo vi entra correndo, indisturbato, muovendosi sotto il lucernario, in modo che Teasle riveli la sua posizione. Quindi, spara attraverso il soffitto, forandolo e ferendo gravemente lo sceriffo, che cade attraverso il lucernario fin sul pavimento della stazione. Appena prima che Rambo possa infliggere il colpo di grazia, Trautman lo ferma e gli spiega che non ha speranza di fuggire vivo. Disperato per la propria situazione, l'ex berretto verde s'infuria e scoppia a piangere per gli orrori della guerra ed il trattamento ingrato che ha ricevuto una volta rimpatriato; in particolare, del Vietnam ricorda il raccapricciante episodio di un commilitone vittima di una bomba portata da un ragazzino Vietcong, cammuffata da scatola da lustrascarpe. Rassegnato, prima si consegna a Trautman, poi viene arrestato e portato via dalla stazione di polizia, mentre Teasle viene caricato su di un'ambulanza.

## Produzione

### Casting
Per la parte di Rambo erano stati considerati inizialmente Tomas Milian, Clint Eastwood, Al Pacino, Robert De Niro, Paul Newman, Nick Nolte, Dustin Hoffman e Michael Douglas. Anche Terence Hill fu un possibile candidato per la parte del protagonista, ma decise di rinunciare, in quanto considerava il ruolo "troppo violento" . Steve McQueen aveva espresso interesse per interpretare Rambo, ma fu costretto a rinunciare al ruolo per problemi di età. Alla fine Sylvester Stallone fu confermato dopo il successo della saga di Rocky.
Stallone, per interpretare Rambo in questo primo film della serie, è stato pagato 3,5 milioni di dollari.
Per il ruolo dello sceriffo Teasle i produttori si avvicinarono a Gene Hackman e Robert Duvall, ma entrambi rifiutarono la parte. Per la parte del Colonnello Trautman, inizialmente erano stati contattati diversi attori come Lee Marvin, che rifiutò subito la parte, e Kirk Douglas, che abbandonò il film perché contrario all'idea della produzione di cambiare il finale del libro. Per la parte, allora, fu ingaggiato Rock Hudson, ma questi dovette rinunciare al film per sottoporsi a un intervento chirurgico al cuore. Furono proposti anche Jackie Mason, Milton Berle e Charles Nelson Reilly. Infine Richard Crenna fu rapidamente assunto per la parte.

### Sceneggiatura
La sceneggiatura fu scritta da Michael Kozoll e William Sackheim, con il contributo di Sylvester Stallone. I produttori del film avevano fiducia in Stallone dopo il successo di Rocky e consentirono all'attore di proporre modifiche alla sceneggiatura e al personaggio di John Rambo. Stallone rese Rambo meno violento e sanguinario, aggiungendo anche caratteristiche che ricordano il personaggio di Rocky Balboa, e diminuì le eccessive scene di violenza presenti nel romanzo di Morrell.
Infatti, mentre nel libro di Morrell Rambo ha un carattere violento e uccide molti dei suoi inseguitori, nel film causa indirettamente la morte di un solo agente. Fu concessa l'opportunità di realizzare un finale in cui il personaggio protagonista sarebbe dovuto morire per mano del Colonnello Trautman, come avviene nel romanzo di Morrell. La scena fu girata anche se leggermente diversa (infatti anziché morire per mano del Colonnello, è Rambo stesso a suicidarsi), ma venne poi sostituita con il finale attuale su insistenza di Stallone stesso.

### Riprese
Le principali scene di città nel film sono state girate a Hope, Columbia Britannica, Canada. Il resto del film è stato girato a Squamish, a Lions Bay, a Vancouver, nei parchi provinciali di Golden Ears e Alice Lake, nel parco provinciale Garibaldi, in Fraser Valley, sul lago di Pitt Meadows e negli Othello Tunnels, situati a est di Hope nei pressi del parco provinciale del fiume Coquihalla.

## Promozione

### Locandine
Le locandine e i manifesti usati per la promozione del film, all'epoca della sua diffusione nelle sale cinematografiche italiane, sono opera dell'illustratore Renato Casaro mentre quelli per il mercato statunitense sono stati realizzati dall'illustratore Drew Struzan.

### Slogan
"Questa volta combatte per la sua vita" fu il celebre slogan usato per pubblicizzare il film, all'epoca della sua programmazione nelle sale.

## Distribuzione
Il film fu distribuito nelle sale cinematografiche italiane nel mese di dicembre del 1982.

### Data di uscita
Alcune date di uscita internazionali nel corso del 1982 sono state:
- 22 ottobre 1982 negli Stati Uniti (First Blood)[11]
- 18 dicembre 1982 in Italia[12]

### Titolo
Negli Stati Uniti il film fu distribuito come First Blood. A livello internazionale, il titolo è stato modificato Rambo: First Blood o semplicemente Rambo (come in Italia). Nell'ottobre 2007, prima dell'uscita di John Rambo, quarto capitolo della saga, dopo vari cambiamenti (Rambo IV - Pearl of the Cobra, John Rambo, Rambo: to Hell and Back) la produzione, in accordo con Stallone, decise di chiamare il film semplicemente Rambo, ignorando il fatto che si trattava del titolo dato al primo film della saga in almeno otto Paesi del mondo. Di conseguenza, in Italia, il titolo venne cambiato in John Rambo.

## Accoglienza

### Incassi
Al botteghino il film è stato un successo, ha incassato circa 47 milioni di dollari nel solo mercato statunitense per poi arrivare, a livello mondiale, ad un totale di 125 milioni di dollari. Il film fu battuto da E.T. l'extra-terrestre (350 milioni in tutto il mondo), da Tootsie (100 milioni in tutto il mondo), da Porky's - Questi pazzi pazzi porcelloni! (100 milioni di dollari) e da un altro film di Stallone, Rocky III (125 milioni di dollari solo negli Stati Uniti).

### Critica
Il film ricevette recensioni generalmente favorevoli ed è considerato da molti come uno dei migliori film del 1982. In particolare, fu lodata l'interpretazione di Sylvester Stallone. Nel 1982 Roger Ebert ha criticato il film in maniera molto favorevole, e ha lodato l'interpretazione di Stallone. Nel 2000 il critico cinematografico della BBC Almar Haflidason ha lodato l'interpretazione di Stallone, che nel film lotta per la vita.
James Berardinelli di ReelViews ha definito il film come "un pezzo d'efficacia del cinema". David Nusayr di Film Reel ha lodato il film affermando che Rambo è un'"opera coinvolgente" e ha lodato l'interpretazione di Stallone. Il critico cinematografico Eric D. Snider ha criticato il film e ne ha lodato i temi: il dramma di una guerra conclusa e i demoni del passato del protagonista. Ha anche lodato Stallone, sostenendo che l'attore ha fornito al film una certa profondità. Alex Sandell parla del film come "un thriller emozionante".
Nella classifica dei 500 migliori film della storia, redatta dalla rivista britannica Empire, il film si posiziona al 253º posto.

## Riconoscimenti
- 1982 - Jupiter Award
  - Miglior attore internazionale a Sylvester Stallone

## Sequel
- Rambo 2 - La vendetta (Rambo: First Blood Part II), regia di George Pan Cosmatos (1985)
- Rambo III, regia Peter MacDonald (1988)
- John Rambo (Rambo), regia di Sylvester Stallone (2008)
- Rambo: Last Blood, regia di Adrian Grunberg (2019)